# ونينة الشرقية
قرية ونينة الشرقية هي إحدى القرى التابعة لمركز سوهاج بمحافظة سوهاج في جمهورية مصر العربية. حسب إحصاءات سنة 2006، بلغ إجمالي السكان في ونينة الشرقية 13939 نسمة، منهم 7439 رجل و6500 امرأة.